# Nesillas
Nesillas – rodzaj ptaków z rodziny trzciniaków (Acrocephalidae).

## Występowanie
Rodzaj obejmuje cztery aktualnie żyjące gatunki zamieszkujące wyspy Oceanu Indyjskiego: Madagaskar i archipelag Komorów, oraz jeden wymarły, który zasiedlał atol Aldabra należący do Seszeli.

## Morfologia
Długość ciała 15–20 cm, masa ciała 14–21 g.

## Systematyka

### Etymologia
Greckie νησος nēsos – „wyspa” (= Madagaskar); ιλλας illas, ιλλαδος illados – „drozd”.

### Podział systematyczny
Do rodzaju należą następujące gatunki:
- Nesillas brevicaudata (Milne-Edwards,A & Oustalet, 1888) – chaszczak brązowy
- Nesillas mariae Benson, 1960 – chaszczak oliwkowy
- Nesillas lantzii (A. Grandidier, 1867) – chaszczak piaskowy
- Nesillas aldabrana Benson & Penny, 1968 – chaszczak aldabrański – takson wymarły w latach osiemdziesiątych XX wieku[7]
- Nesillas typica (Hartlaub, 1860) – chaszczak madagaskarski